# Banafowkondre
Banafowkondre, ook wel Banafow, Banafo Kondre of Banafoukonde, is een dorp in het district Brokopondo in Suriname. Het ligt aan de Boven-Surinamerivier in het Battaliebagebied, tussen het Brokopondostuwmeer en Pokigron.
In 2014 werden Banafowkondre, Baikoetoe en Pikinpada bezocht door districtscommissaris Yvonne Pinas onder begeleiding van het Bureau Openbare Gezondheidszorg, vanwege overlast van vleermuizen die bewoners hadden gebeten. Deze gedijden goed in de bouwvallen in de omgeving die daarna werden gesloopt.